# Národní železniční muzeum v Novém Dillí

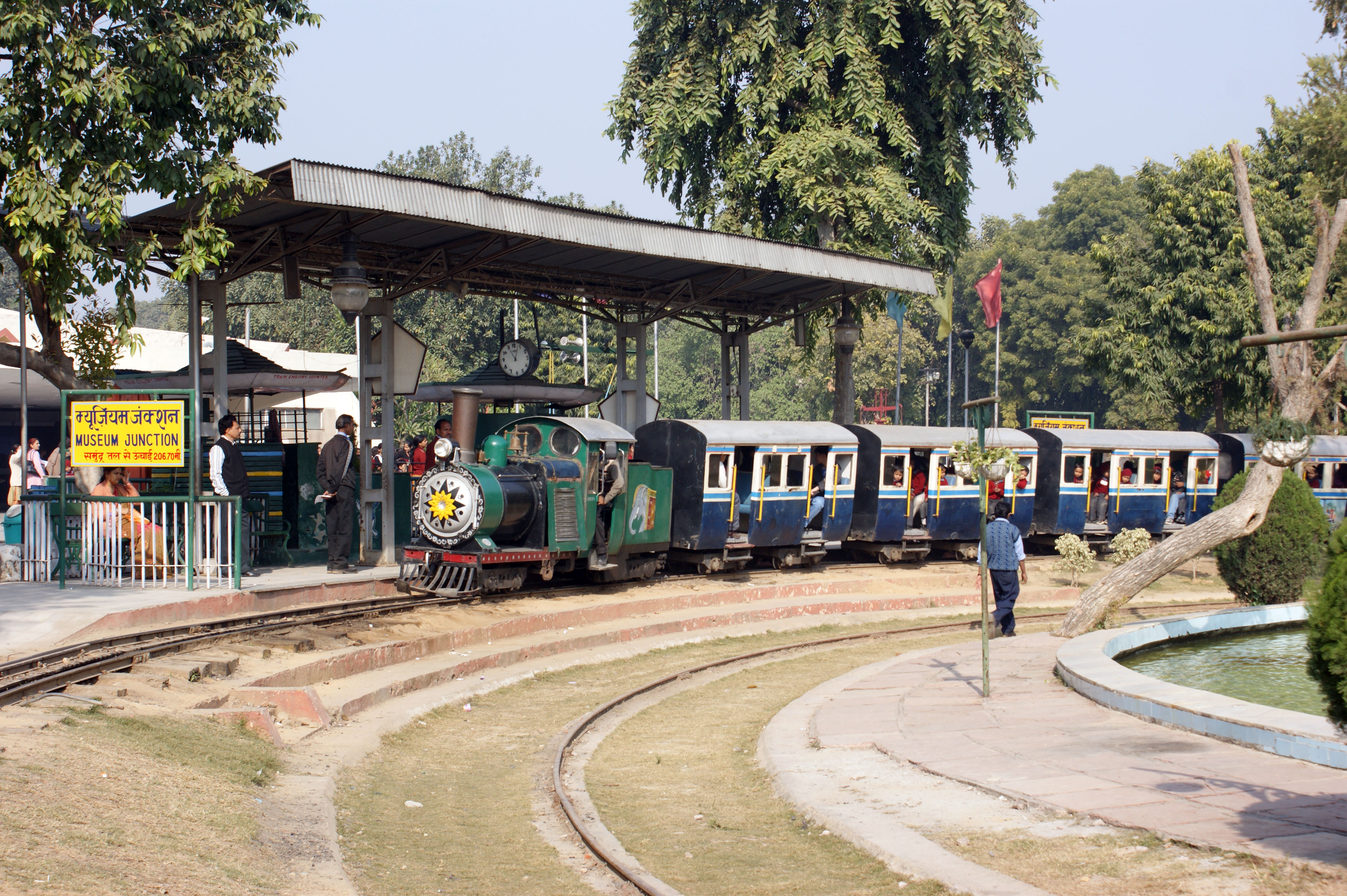
Prohlídkový mini-vlak kolem muzea

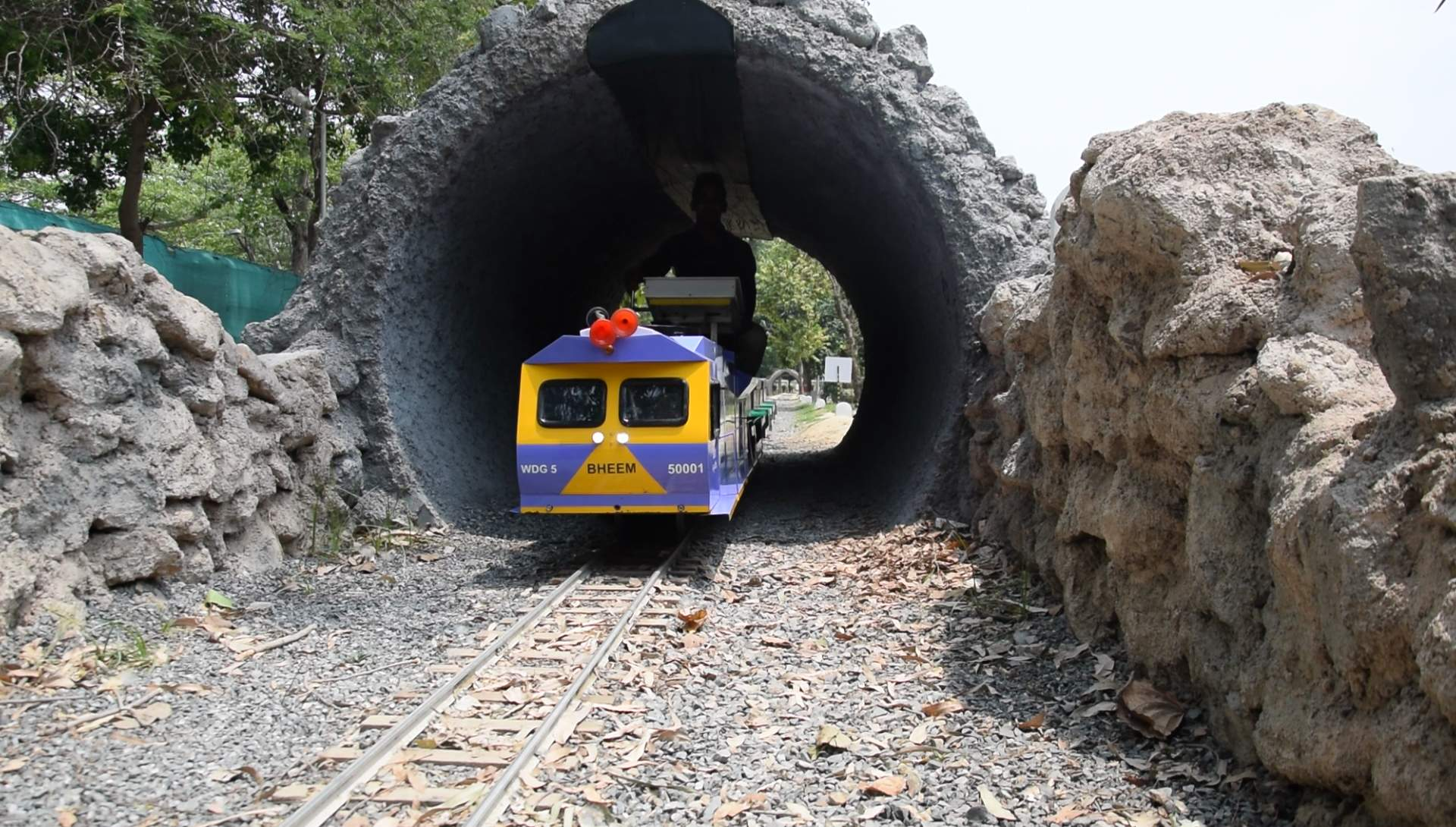
Modelová železnice v měřítku 1:8

Národní železniční muzeum (anglicky National Rail museum) je železniční muzeum v Novém Dillí, hlavním městě Indie. Muzeum vystavuje exponáty o historii železniční dopravy v Indii. Muzeum bylo otevřeno 1. února 1977. Rozkládá se na ploše více než 40 000 metrů čtverečných. Otevřeno je každý den, kromě pondělí a státních svátků. Kromě železniční dopravy muzeum vystavuje modely autobusů, naftových a parních strojů.

## Historie
První návrh Národního železničního muzea podal v roce 1962 železniční nadšenec Michael Graham Satow. Stavba začala v roce 1970; 7. října 1971 položil prezident Indie Varáhagiri Vénkata Girii základní kámen muzea. V roce 1977 bylo muzeum otevřeno pod názvem Muzeum železniční dopravy (anglicky Rail Transport Museum). Zahajovací ceremoniál vedl ministr veřejné dopravy Kamalapati Tripathi.
Nové muzeum bylo původně zamýšleno jako součást většího muzea, které by vyprávělo o historii železnic, dálnic, leteckých společností a vodních cest v Indii, ale tyto plány se neuskutečnily a muzeum bylo v roce 1995 oficiálně přejmenováno na Národní muzeum železnice.

## Hlavní expozice
Muzeum se skládá z otevřeného prostoru, včetně statické expozice a fungující železnice, a šesti galerií umístěných v osmiboké budově. Výstava představuje parní, dieselové a elektrické lokomotivy, osobní a nákladní vozy, železniční signalizaci, emblémy historických indických železnic.

### Jednokolejnicovka knížectví Patijála
Jednokolejnicovka knížectví Patijála (anglicky Patijala State Monorail System) je jedinečný dopravní systém založený na vynálezu W. J. Ewinga, využívající parní trakci a monorail. Hnací kola byla umístěna na střední kolejnici a ta boční podepřela vlak, opíraje se o obvyklé vozovky. Postaven v roce 1907 v knížectví Patijála. Lokomotivu a vozy vyráběla berlínská společnost Orenstein & Koppel. Linka dlouhá přibližně 9,7 km spojovala města Bassi a Sirhind-Fatehgarh. Železnice fungovala až do října 1927, poté byla uzavřena. Lokomotivy a inspekční vagón hlavního kontrolora železniční cesty byly objeveny na vrakovišti Michaelem Satowem v roce 1962. Jedna z lokomotiv byla uvedena do provozuschopného stavu v dílnách Severní železnice v Amritsaru. Inspekční vůz byl také rekonstruován na starém rámu a nyní je v provozuschopném stavu v muzeu.

### Další exponáty
Mezi další exponáty muzea:
- Fairy Queen, nejstarší parní lokomotiva v provozu na světě;
- Hasičský vůz Morris postavený Johnem Morrisem a Sons Ltd ze Salfordu v Lancashire v roce 1914, jeden ze dvou přežívajících vozidel Morris-Belsize (druhý je v Muzeu dopravy Whitewebbs);
- Salónní kočár Prince of Wales postavený pro prince z Walesu (pozdějšího krále Edwarda VII.) během jeho návštěvy Indie;
- Elektrická lokomotiva 4502 Sir Leslie Wilson, lokomotiva řady WCG-1 z roku 1928, Great Indian Peninsula Railway (v současné době - Centrální železnice);
- Elektrická lokomotiva Sir Roger Lumley, lokomotiva řady WCP-1 s jedinečným uspořádáním kol, která se používá k pohonu rychlovlaku Mumbai-Pune Deccan Queen.

## Galerie

Exponáty národního železničního muzea
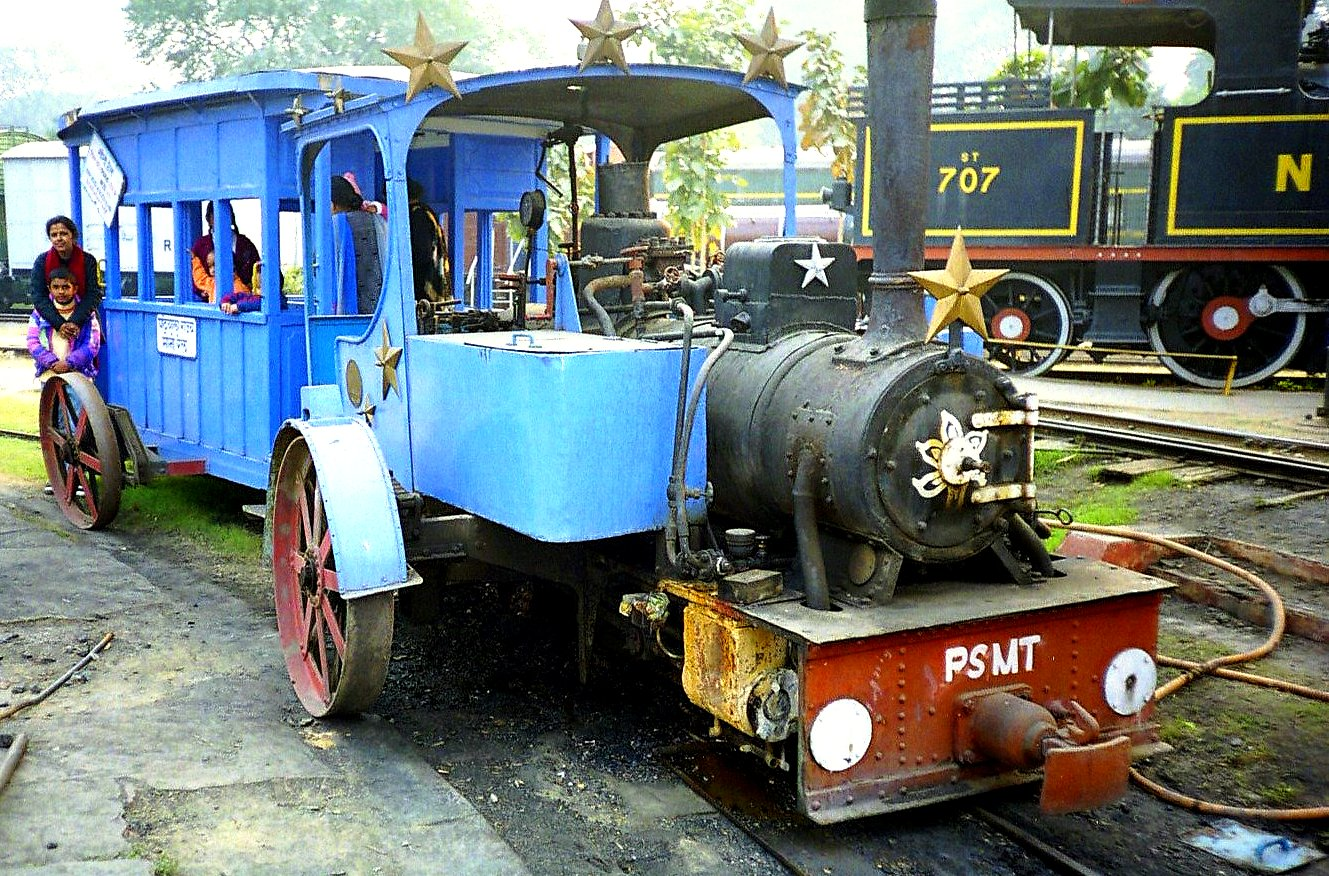
Jednokolejnicovka knížectví Patiala
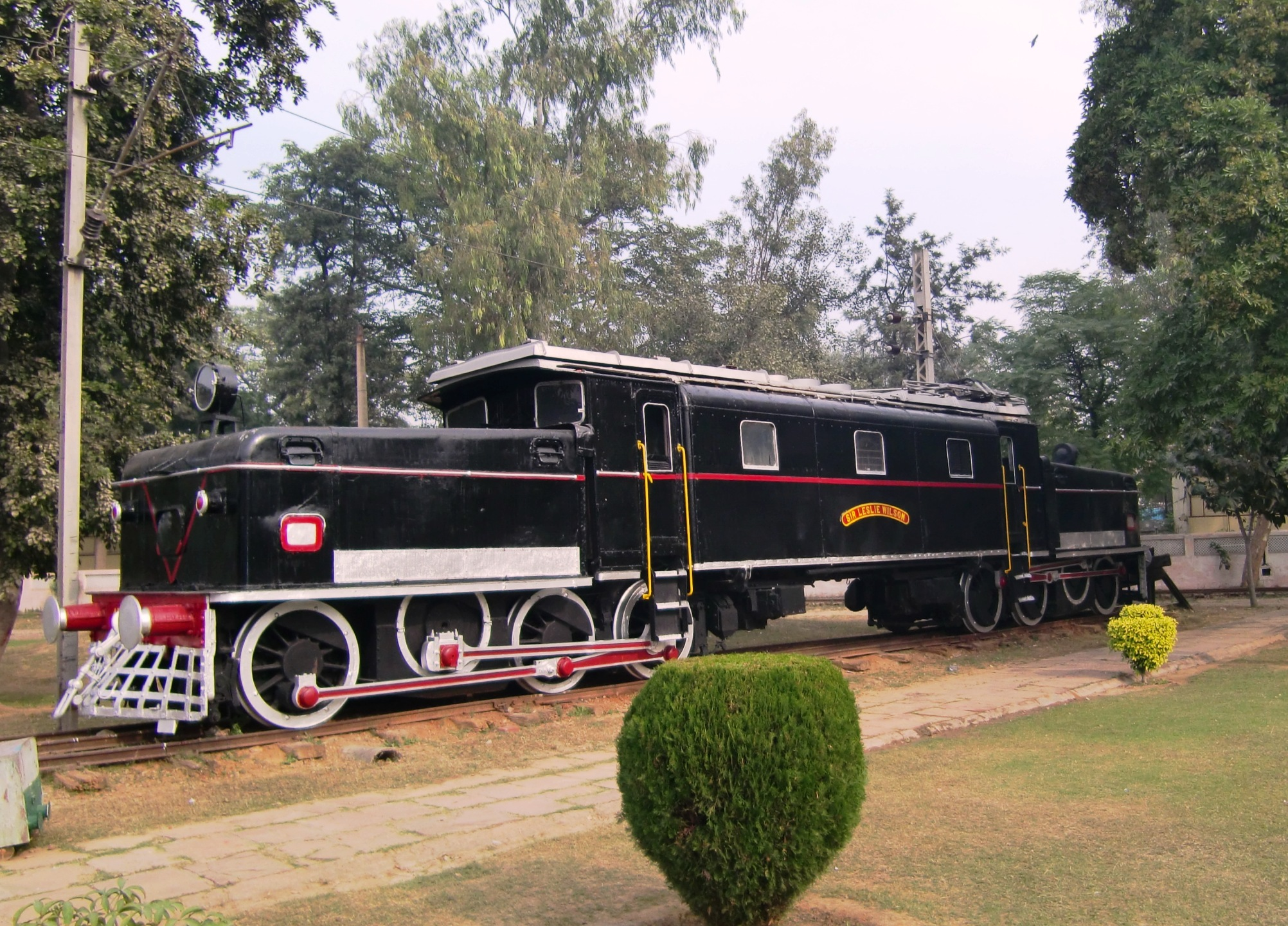
WCG1 4502 Sir Leslie Wilson
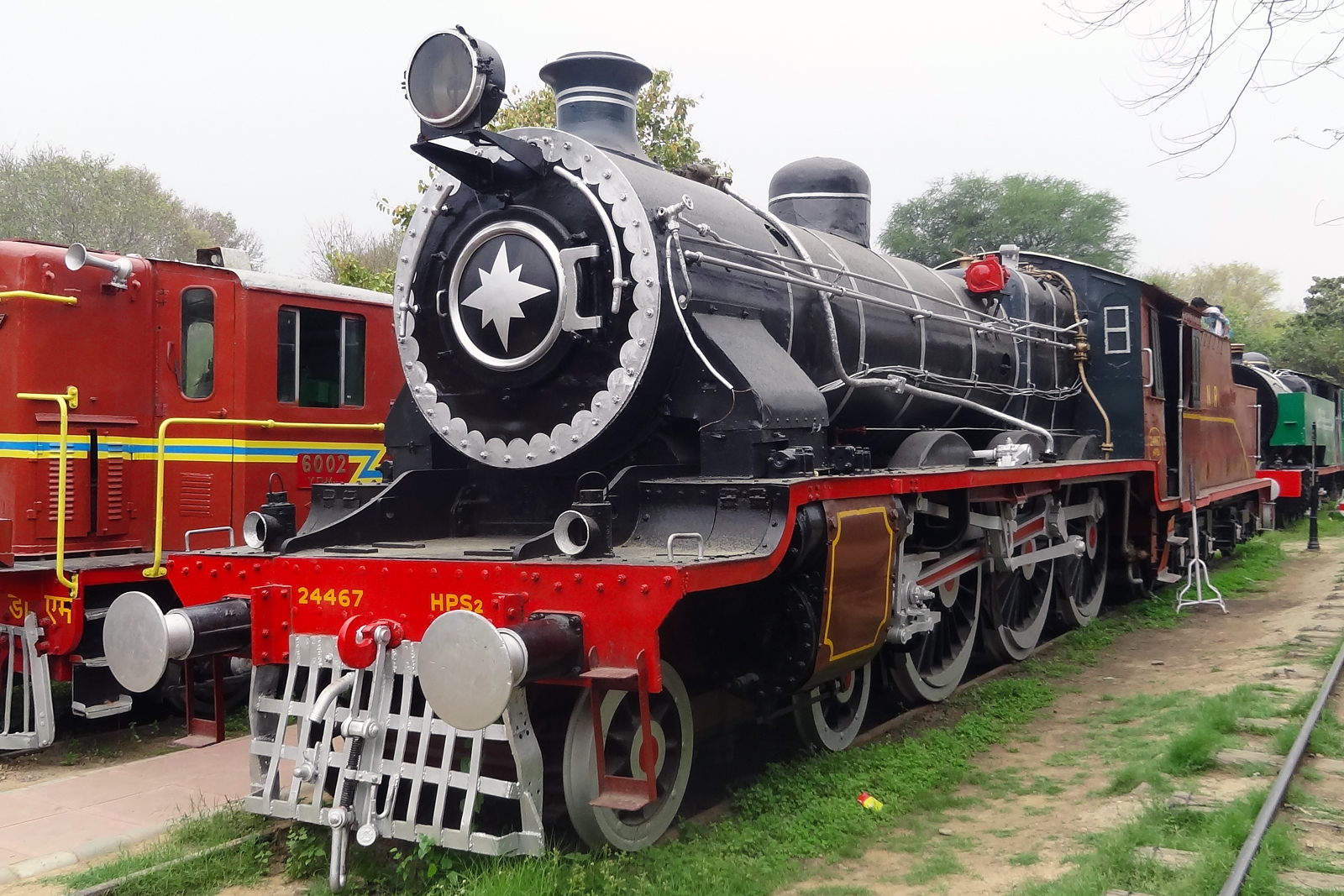
HPS2 třída 4-6-0 č. 24467
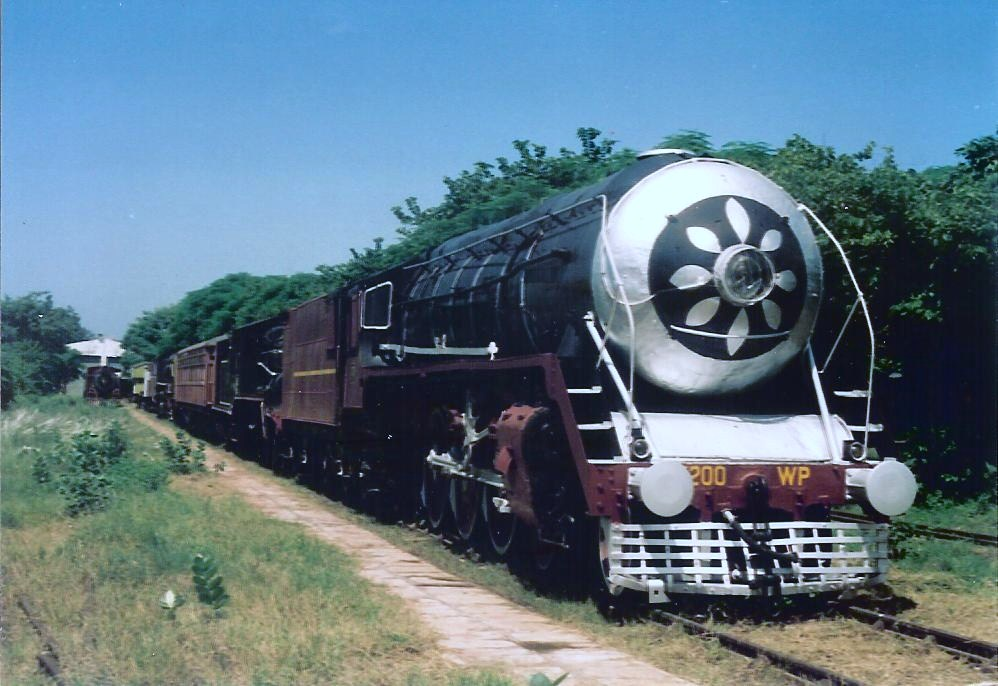
WP 7200
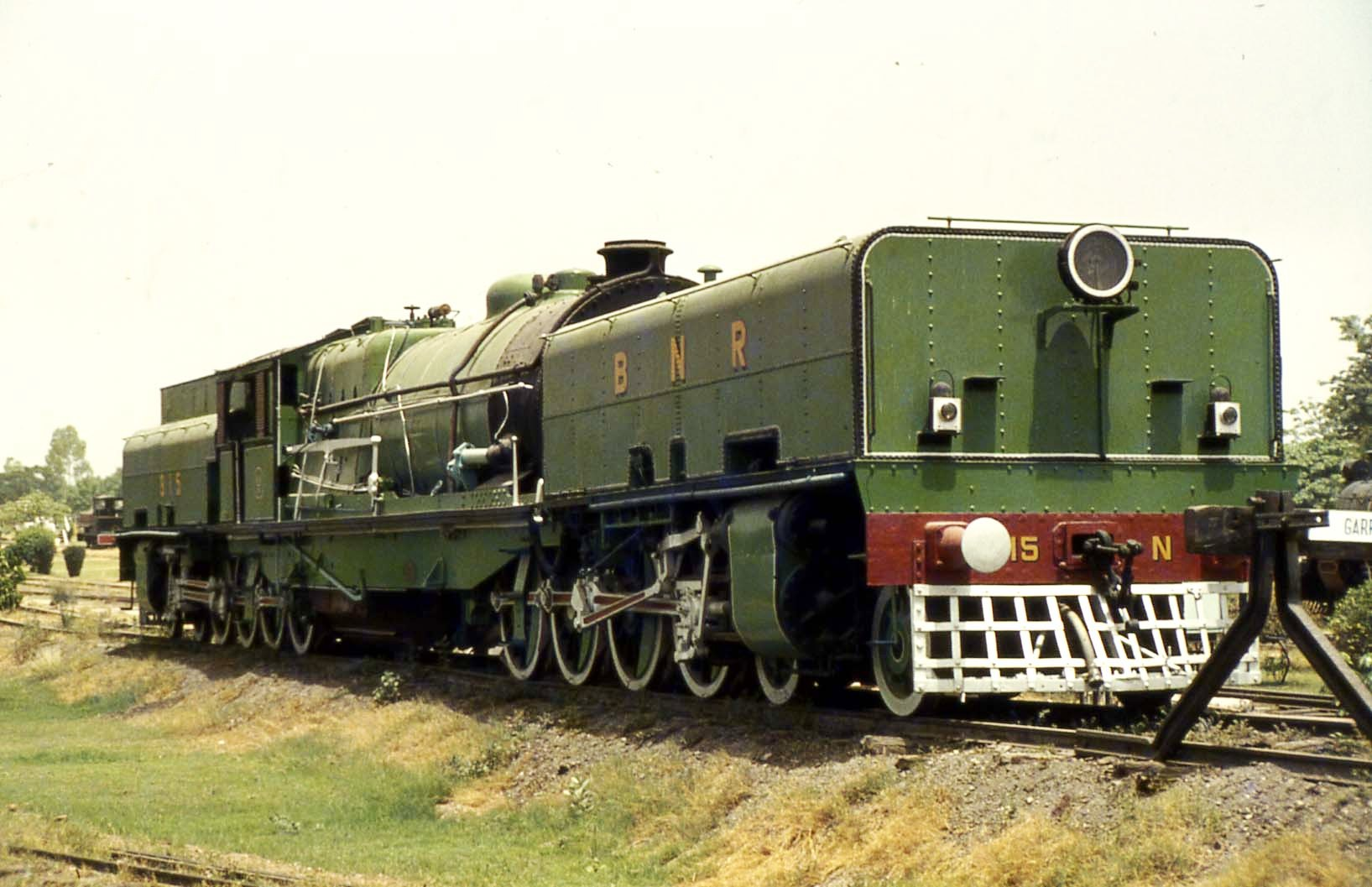
Beyer Garratt 6594
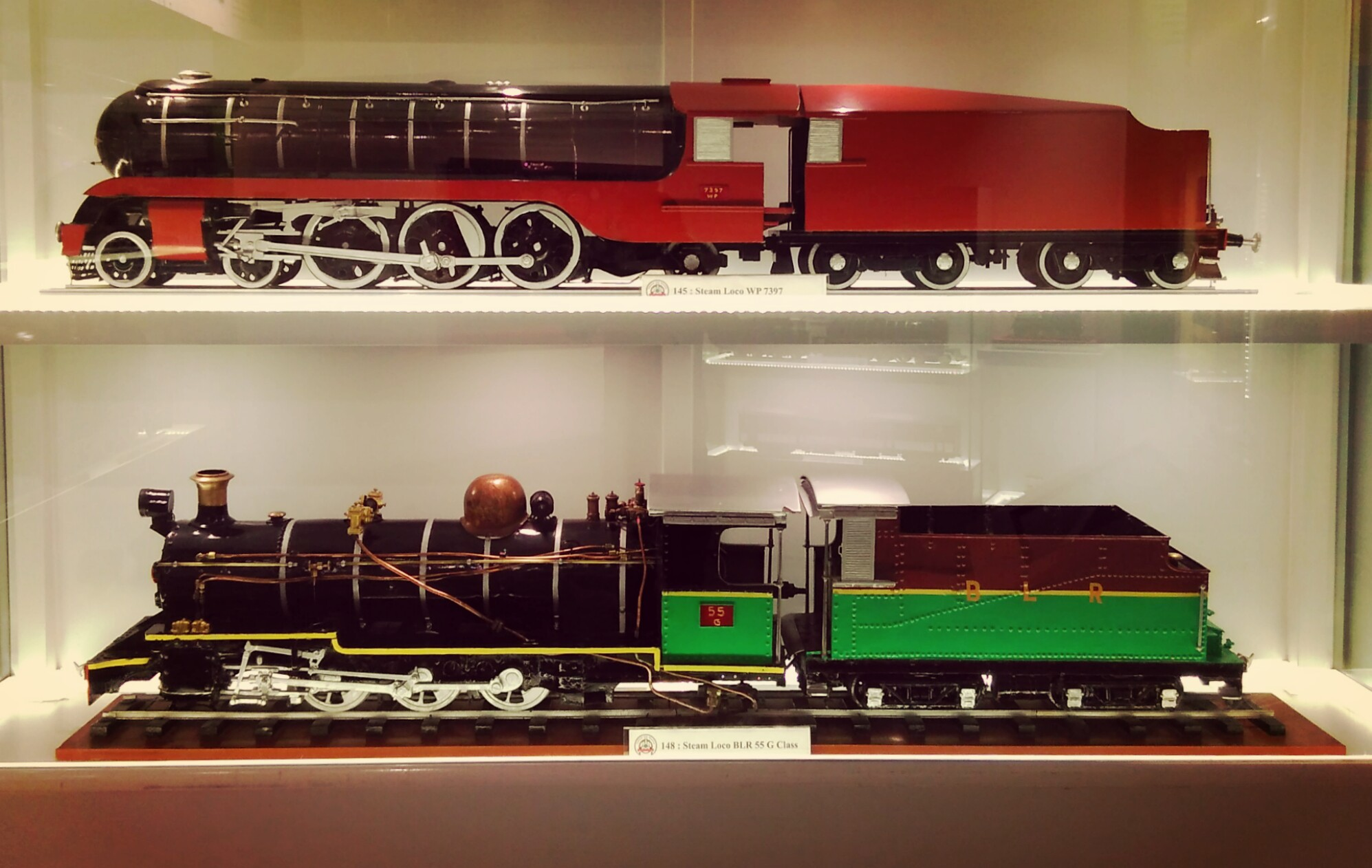
Modely parních lokomotiv
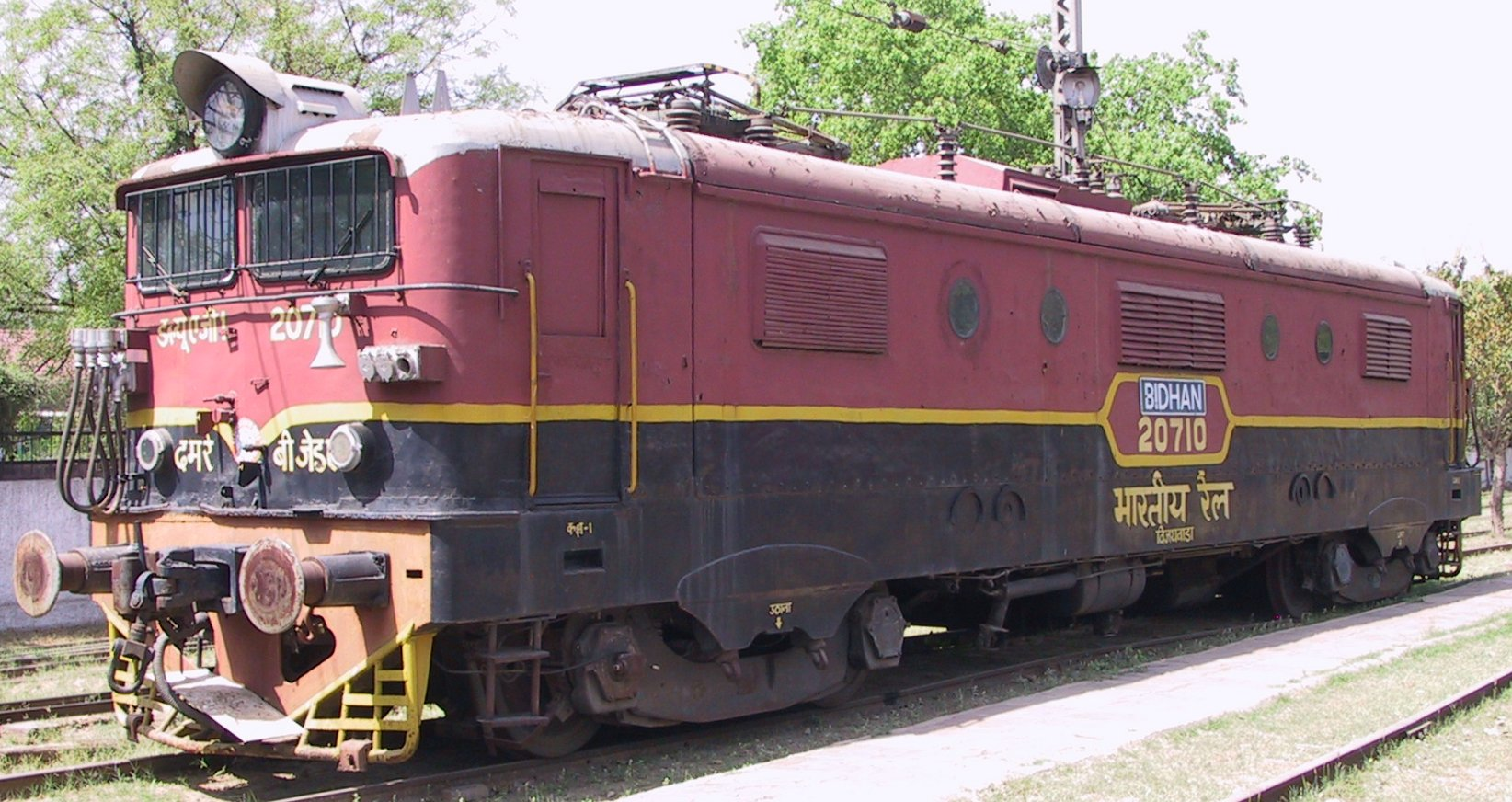
WAG1 20710 Bidhaan